# Washington Township (comté de Saint Clair, Missouri)
Pour les articles homonymes, voir Washington Township.
Washington Township est un ancien township, situé dans le comté de Saint Clair, dans le Missouri, aux États-Unis,.
Le township est fondé en 1870 et baptisé en référence à George Washington, 1er président des États-Unis.